# Chalastra pellurgata
Chalastra pellurgata là một loài bướm đêm trong họ Geometridae.